# Avocis
Die avocis AG mit Sitz in Tägerwilen in der Schweiz war ein 2002 unter dem Namen theBEEcompany gegründeter Callcenterbetreiber. Das Unternehmen firmierte 2011 in avocis um.
Im Januar 2012 gründeten avocis und der Online-Werbemittler Admazing das Joint Venture Avocis Interactive. Das Unternehmen ergänzt das Portfolio des Konzerns um Social-Media- und Online-Marketing-Dienstleistungen.
Mit Wirkung zum 1. Januar 2015 wurde avocis durch die britische Capita-Gruppe übernommen. Zum 1. Juli 2015 wurde die Marke avocis mit weiteren Callcenterbetreibern aufgelöst und die Standorte als Capita Europe neu gruppiert. Bis September erfolgte die Streichung der Regionalgesellschaften aus den jeweiligen Handelsregistern.

## Struktur und Standorte

### Schweiz
Die Zentrale der Unternehmung in der Schweiz befand sich in Tägerwilen, weitere Standorte waren Lausanne, Biel und Zürich.

### Österreich
In Österreich war avocis in Wien und in Graz mit Standorten vertreten.

### Deutschland
Sitz der avocis Deutschland GmbH war Berlin. Die Standorte Anklam, Kiel und Rostock bildeten die Regionalgesellschaft avocis Nord GmbH, der Standort Leipzig war als avocis Leipzig GmbH eine eigene Regionalgesellschaft. Die Standorte Düsseldorf, Krefeld und Mannheim waren in der avocis West GmbH zusammengefasst.
In Deutschland lag der Schwerpunkt der Unternehmenstätigkeit laut Konzernabschluss 2010 im Inbound- und dem Outboundgeschäft. Dabei war der Konzern hauptsächlich in den Branchen Telekommunikation, Financial Services, Versicherungen, Energie- und Pharmaindustrie tätig. Der Gesamtumsatz aller deutschen Unternehmungen lag 2011 bei etwa 120 Mio. Euro, es wurden bundesweit 3.850 Mitarbeiter beschäftigt.